# Battaglia aerea di Berlino
La battaglia aerea di Berlino fu lo scontro tra i bombardieri britannici ed i caccia e la contraerea tedeschi sul cielo di Berlino, ma non solo, durante la seconda guerra mondiale. Nel marzo 1944, verso la fine della battaglia, intervennero anche i velivoli della Eighth Air Force statunitense.
Le incursioni aeree su Berlino iniziarono già nel 1940, durante la battaglia d'Inghilterra, quando gli inglesi lanciarono bombe sulla capitale, producendo però pochi e insignificanti effetti. I bombardamenti su larga scala ci furono solo a partire dal 1943, quando i bombardieri inglesi e americani rovesciarono su Berlino migliaia di tonnellate di bombe, devastando la città e distruggendone le industrie. Alla fine del 1943 circa 15.000 tonnellate di bombe erano state lanciate sulla capitale tedesca, ma questo era costato agli Alleati oltre 1.000 aerei.
Per Battaglia di Berlino si intende anche quella combattuta tra i tedeschi ed i sovietici dal 16 aprile al 2 maggio 1945. Qui, i soldati di Stalin avevano circa 7.500 aerei contro i 1.700 tedeschi, il che garantì loro una netta superiorità numerica. Nelle prime giornate quindi i caccia tedeschi, pur battendosi validamente, subirono gravi perdite e gli aerei sovietici poterono bombardare le colonne corazzate nemiche, contribuendo in maniera decisiva alla vittoria.

## Storia

### Tre incursioni di prova
Arthur Harris, comandante in capo del Bomber Command dal 22 febbraio 1942, appoggiato da Winston Churchill, da tempo progettava un'offensiva su vasta scala contro Berlino. Con l'Italia fuori gioco, molti velivoli si resero disponibili per questo scopo, tuttavia le ore di luce quotidiane vennero giudicate troppe per effettuare voli di guerra su una metropoli pesantemente difesa com'era la capitale del Reich. Venne deciso comunque di effettuare qualche missione per trarre utili indicazioni in vista della battaglia vera e propria.
Il 23 agosto 1943 si alzarono in volo dalla Gran Bretagna 335 Lancaster, 251 Halifax, 124 Stirling e 17 Mosquito per colpire Berlino, ma la Luftwaffe, grazie alla cooperazione tra tutte le catene radar, schierò lungo il tragitto dei bombardieri inglesi, con un tempismo perfetto, tutte le squadriglie da caccia notturna disponibili, inoltre a Berlino accorsero i caccia del major Hajo Herrmann (il fautore della tattica Wilde Sau) che aveva concordato con la FlaK che i cannoni antiaerei avrebbero limitato il tiro 4.500 m per non provocare episodi di fuoco amico. Solo 575 aerei su 727 sganciarono, in maniera scoordinata, i loro ordigni su Berlino per un totale di 1.624 tonnellate di bombe, cifra pagata al prezzo di 56 bombardieri abbattuti.
La notte dal 31 agosto al 1º settembre ebbe luogo il secondo attacco. Partirono 331 Lancaster, 176 Halifax, 106 Stirling e 9 Mosquito, ma solo 469 aerei raggiunsero Berlino per scaricarvi 1.362 tonnellate di bombe, finite però a circa 50 km dall'obiettivo. Da parte loro i piloti della Luftwaffe utilizzarono una nuova tecnica installando fari sulle prue dei loro aerei per meglio trovare i bombardieri nemici, inoltre si servirono per la prima volta di razzi; furono 47 i quadrimotori inglesi abbattuti.
All'ultimo "volo di prova", inaugurato la notte tra il 3 e il 4 settembre, parteciparono solo 316 Lancaster. Venti non tornarono alle basi di partenza e dei restanti solo pochissimi centrarono il punto di mira.
La battaglia di Berlino iniziò decisamente male per il Bomber Command, che perse 133 aerei e ne ebbe altri 114 danneggiati. Su 1.665 velivoli inviati in totale nelle tre missioni, solo 27 colpirono entro tre miglia dal punto di mira. Ciononostante, a causa delle dimensioni di Berlino, diversi quartieri vennero ugualmente sfigurati (specialmente Charlottenburg, Schöneberg, Friedenau e Mariendorf) e si registrarono 65.000 senzatetto. Praticamente nulle le perdite legate alla produzione industriale, tuttavia il fattore psicologico provocò l'abbassamento della popolazione della capitale tedesca a 3.300.000 abitanti.

### La battaglia

#### Berlino al centro dell'attenzione

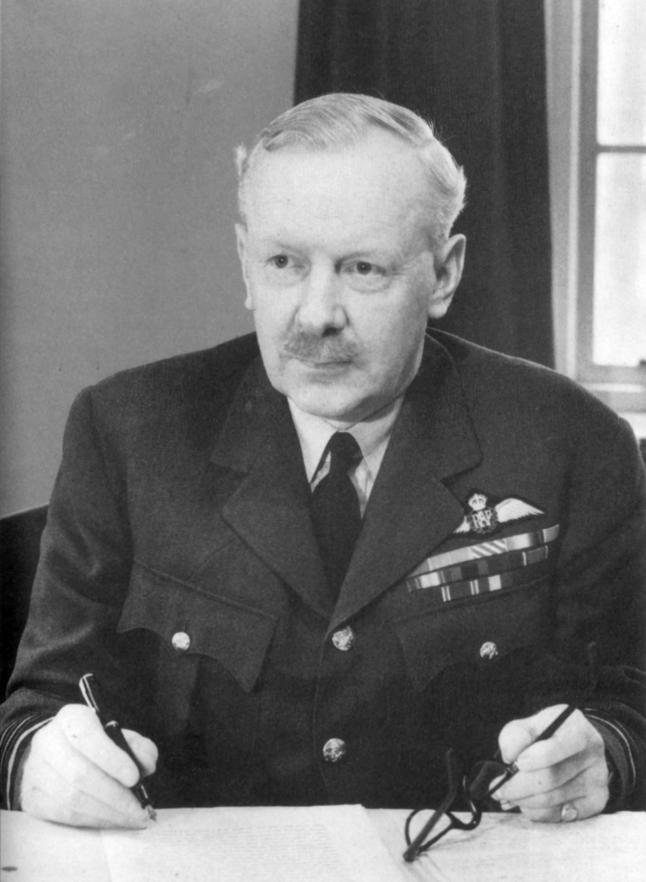
Il maresciallo dell'aria Arthur Harris, il tenace e freddo comandante in capo del Bomber Command diresse tutta la campagna di bombardamento su Berlino

La campagna ebbe inizio nel novembre del 1943 diretta dalla Air Marshall Arthur Harris, comandante in capo del Bomber Command. Harris credeva che sarebbe riuscito a spezzare completamente la resistenza della Germania, come scrisse in una lettera datata 3 novembre 1943 indirizzata a Churchill: «Perderemo tra i 400 ed i 500 aerei, ma la Germania perderà la guerra». Archibald Sinclair e Charles Portal, segretario di stato per l'aviazione il primo e capo di stato maggiore della RAF il secondo, erano scettici, ma Harris poteva contare su 882 bombardieri a lungo raggio, equipaggiati con nuovi e più sofisticati sistemi di navigazione, come il radar H2S. Anche la Luftwaffe aveva fatto importanti passi avanti nell'uso dei radar, infatti aveva imparato a riconoscere le distorsioni causate da window e aveva introdotto negli aerei il radar Lichtenstein SN-2, dalle prestazioni migliorate, inoltre gli Schräge Musik (musica obliqua, ma anche musica jazz in tedesco), cannoncini montati in posizione diagonale nella parte superiore della fusoliera dei caccia notturni, permettevano di sparare dal basso verso l'alto colpendo i bombardieri dove erano meno protetti.
Nel periodo compreso tra novembre 1943 e marzo 1944 (l'inverno fu straordinariamente nuvoloso e contribuì a celare le città tedesche agli occhi degli equipaggi inglesi) il Bomber Command compì sedici attacchi su Berlino.
Il primo attacco della battaglia avvenne nella notte tra il 18 ed il 19 novembre 1943. Berlino, il principale bersaglio (Mannheim e Ludwigshafen am Rhein erano gli altri obiettivi), venne attaccata da 440 Avro 683 Lancaster e da quattro de Havilland DH.98 Mosquito. La città era celata dalle nuvole e i danni non furono gravi; anche gli aerei abbattuti furono pochi: solo 9, ma nelle altre due città in complesso ne caddero 23. Il secondo e più violento attacco avvenne nella notte tra il 22 ed il 23 novembre 1943. Fu questo l'attacco più efficace condotto dalla RAF su Berlino durante la guerra e provocò ingenti danni alle aree residenziali del centro come Tiergarten, Charlottenburg, Schöneberg e Spandau. Per via delle condizioni meteorologiche favorevoli si svilupparono violenti incendi. Sia la Kaiser-Wilhelm-Gedächtniskirche, adibita ora a memoriale della guerra, che la Sinagoga nuova di Berlino (dal 1942 utilizzata come spaccio dalla Wehrmacht), furono pesantemente danneggiate. Molti altri edifici furono danneggiati o distrutti e tra questi le ambasciate britannica, francese, italiana e giapponese, il castello di Charlottenburg e il Zoologischer Garten Berlin, oltre al Ministero degli Armamenti, al Collegio Amministrativo delle Waffen SS, alla caserma della Guardia Imperiale prussiana a Spandau e molte fabbriche di armi. Nel mese di novembre altri due attacchi a Berlino vennero effettuati tra la notte del 23-24 e tra quella del 26-27.
La prima incursione del Bomber Command di dicembre si verificò tra il 2 e il 3 del mese, e fu dolorosa per gli attaccanti che non videro rientrare 40 dei 458 aerei decollati dall'Inghilterra. La notte del 17 dicembre furono arrecati ingenti danni al sistema ferroviario di Berlino. In questo periodo l'effetto cumulativo delle campagne di bombardamento avevano reso inutilizzabili più di un quarto delle abitazioni della città. L'ultimo bombardamento del 1943 per la capitale tedesca arrivò nelle notti del 23-24 e del 29-30 dicembre.
Dopo una brevissima pausa avvenuta nella notte di capodanno, già nelle notti dall'1 al 2 e dal 2 al 3 gennaio il Bomber Command ritornò, sebbene non in grande stile, a sganciare bombe su Berlino ripetendosi tra il 20 e il 21, quando ne lanciò 2.300 tonnellate. Le missioni non erano per niente facili per gli equipaggi britannici, neanche su città meno difese come Magdeburgo, dove nella notte tra il 21 e il 22 gennaio la caccia notturna tedesca e la Flak falciarono 55 aerei su 648 inviati; di questo si giovava la propaganda di Hitler, che paragonava i Lancaster inglesi ai B-17 statunitensi definendoli "bare volanti" (l'USAAF infatti volando di giorno aveva perdite più alte del notturno Bomber Command, ma durante la battaglia di Berlino la differenza si assottigliò moltissimo) Altre incursioni (sempre caratterizzate da alte perdite inglesi) ebbero luogo tra il 27 e il 28 gennaio e tra il 28 ed il 29 gennaio 1944; quest'ultima si concentrò nei distretti occidentali e meridionali di Berlino. Tra il 15 e il 16 febbraio importanti industrie belliche furono danneggiate e momentaneamente le perdite del Bomber Command calarono. Fu colpita anche l'ampia area del Siemensstadt ed i distretti centrali e sud-occidentali subirono gravi danni in quella che fu la più pesante incursione della RAF su Berlino in tutta la seconda guerra mondiale con 2.700 tonnellate di bombe sganciate.

#### Bombardamenti su altre città
Dopo l'incursione del 15/16 febbraio Harris lasciò momentaneamente in pace i berlinesi decidendo di bombardare altre città. Nella notte dal 19 al 20 febbraio 1944 volarono su Lipsia (in quella che risultò essere l'ultima missione della guerra effettuata dal Bomber Command contro la città) 823 bombardieri ma le difese tedesche ne abbatterono ben 78. Nonostante ciò la notte seguente venne colpita Stoccarda e tra il 24 e il 25 febbraio toccò, non per volere di Harris ma per quello dello stato maggiore della RAF, a Schweinfurt. Harris era contrario alla missione perché la città della Baviera era di piccole dimensioni e quindi difficilmente individuabile, di notte, dagli equipaggi, come dimostrò infatti il fatto che solo 21 bombardieri su 734 riconobbero l'obiettivo. Il morale degli inglesi si rialzò quando Augusta subì, tra il 25 e il 26 febbraio, gravi danni pagati con pochi bombardieri persi. Dopo questa azione il Bomber Command non intraprese azioni di rilievo per due settimane, allo scopo di riprendere le forze per la fase finale della battaglia.
Altre due vittorie inglesi giunsero nelle notti del 18-19 e del 22-23 marzo ai danni di Francoforte sul Meno, dilaniata da un totale di 6.400 tonnellate di ordigni che non costarono, anche questa volta, gravi perdite a Harris. Il periodo fortunato si esaurì la notte del 24-25 marzo 1944 quando fu attaccata per l'ultima volta, nell'ambito della battaglia di Berlino, proprio la capitale tedesca con 811 bombardieri. I danni causati dal bombardamento, benché non concentrati, non furono trascurabili tant'è che venne colpita la Siemensstadt e decine di fabbriche, ma 72 aerei precipitarono sulla Germania soprattutto a causa della FlaK. A dispetto delle perdite le incursioni continuarono e tra il 26 e il 27 marzo venne colpita parzialmente Essen.
L'ultima missione nell'ambito della battaglia di Berlino, la più tragica per il Bomber Command, ebbe luogo a Norimberga la notte tra il 30 e il 31 marzo 1944. I 795 bombardieri alzatisi in volo dall'Inghilterra incontrarono la caccia notturna avversaria a circa 500 km dall'obiettivo e subito si ingaggiarono violenti scontri che presero una piega negativa per gli inglesi, ma Norimberga venne comunque centrata sebbene i danni non furono notevoli; il Bomber Command invece al termine della missione contò 94 apparecchi abbattuti (11,8% del totale) più altri 71 danneggiati, dei quali 12 in maniera irreparabile. Mai prima d'ora, e mai più durante il procedere della seconda guerra mondiale, il Bomber Command subì così tanti lutti in una sola missione.

## Cronologia
Tutte le missioni si svolsero di notte, pertanto espressioni come "18-19/11" sono da intendersi come "notte tra il 18 e il 19 novembre". L'elenco comprende solo incursioni primarie. Scritte come "96 aerei entro 3 miglia dal punto di mira" significano che 96 aerei piazzarono il loro carico bellico entro 3 miglia (circa 5 km) dalla zona cittadina da colpire.

### 1943
| Data     | Obiettivo             | N° aerei inviati dal Bomber Command | Tonnellate di bombe | N° aerei perduti dal Bomber Command | Note |
| -------- | --------------------- | ----------------------------------- | ------------------- | ----------------------------------- | --- |
| 18-19/11 | Berlino               | 444 (391)                           | 1.583               | 9                                   | L'allarme aereo fu lanciato alle 20:11 per finire alle 22:23. Vi furono 143 morti, 4 dispersi, 409 feriti, 7.326 senzatetto, 8.493 case furono danneggiate e 533 andarono distrutte |
| 18-19/11 | Ludwigshafen am Rhein | 395 (303)                           | 866                 | 23                                  | 96 aerei entro 3 miglia dal punto di mira |
| 19-20/11 | Leverkusen            | 266 (222)                           | 647                 | 5                                   | Risultati sconosciuti |
| 22-23/11 | Berlino               | 764 (651)                           | 2.504               | 25                                  | L'attacco su Berlino più efficace della guerra. Subirono danneggiamenti le aree residenziali del centro (Tiergarten, Charlottenburg, Schöneberg e Spandau) e si svilupparono diversi incendi. Vi furono 175.000 senzatetto e la Kaiser-Wilhelm-Gedächtniskirche andò distrutta. Subirono danni o furono distrutti numerosi edifici, tra i quali le ambasciate di Gran Bretagna, Francia, Italia e Giappone, il castello di Charlottenburg e il Zoologischer Garten Berlin |
| 23-24/11 | Berlino               | 383 (302)                           | 1.356               | 20                                  | Risultati sconosciuti |
| 25-26/11 | Francoforte sul Meno  | 267 (222)                           | ?                   | 12                                  | Risultati sconosciuti |
| 26-27/11 | Berlino               | 450 (383)                           | 1.601               | 28                                  | 38 aerei entro 3 miglia dal punto di mira. I maggiori danni su furono provocati al quartiere semi-industriale di Reinickendorf |
| 26-27/11 | Stoccarda             | 158 (156)                           | 454                 | 5                                   | 26 aerei entro 3 miglia dal punto di mira |
| 2-3/12   | Berlino               | 458 (361)                           | 1.539               | 40                                  | Buona concentrazione 8-9 miglia a sud del punto di mira. Furono danneggiate, tra le altre strutture, due fabbriche della Siemens, una fabbrica di cuscinetti a sfera e delle installazioni ferroviarie |
| 3-4/12   | Lipsia                | 527 (428)                           | 1.409               | 23                                  | Elevata concentrazione nell'area dell'obiettivo |
| 16-17/12 | Berlino               | 493 (427)                           | 1.757               | 25                                  | Attacco probabilmente dispersivo. I danni alla rete ferroviaria di Berlino furono molto estesi; mille vagoni carichi di materiale bellico destinati al fronte orientale rimasero bloccati per sei giorni. Il Teatro nazionale, l'edificio degli archivi politici e militare della Germania, venne distrutto. L'effetto cumulativo delle campagne di bombardamento aveva reso inutilizzabile un quarto delle abitazioni di Berlino. Due Beaufighter e 2 Mosquito del 141º squadrone della RAF, dotati di radar Serrate, riuscirono a danneggiare per la prima volta un Me 110 attrezzato per la caccia notturna |
| 20-21/12 | Francoforte sul Meno  | 650 (535)                           | 2.179               | 40                                  | Scarsa concentrazione, comunque 144 aerei entro 3 miglia dal punto di mira. |
| 23-24/12 | Berlino               | 379 (322)                           | 1.262               | 13                                  | Concentrazione completamente fuori area, a sud-est. |
| 29-30/12 | Berlino               | 712 (636)                           | 2.223               | 18                                  | Risultati sconosciuti |

Tutti i dati, salvo diversamente indicato, sono tratti da:

### 1944
| Data    | Obiettivo            | N° aerei inviati dal Bomber Command | Tonnellate di bombe | N° aerei perduti dal Bomber Command | Note |
| ------- | -------------------- | ----------------------------------- | ------------------- | ----------------------------------- | --- |
| 1-2/1   | Berlino              | 421 (359)                           | 1.524               | 28                                  | Risultati sconosciuti |
| 2-3/1   | Berlino              | 383 (284)                           | 1.031               | 27                                  | Attacco probabilmente dispersivo |
| 5-6/1   | Stettino             | 358 (333)                           | 1.095               | 15                                  | Notevole concentrazione, specie a ovest; 217 aerei entro 3 miglia dal punto di mira |
| 14-15/1 | Braunschweig         | 498 (434)                           | 2.084               | 38                                  | Primo e dispersivo attacco alla città dall'inizio della guerra. Le autorità tedesche dichiararono solamente 10 case distrutte e 14 morti a Braunschweig e pochi danni nei villaggi a sud della città |
| 20-21/1 | Berlino              | 769 (642)                           | 2.332               | 35                                  | Risultati dubbi e controversi; i danni non poterono essere valutati a causa della copertura nuvolosa bassa del giorno successivo |
| 21-22/1 | Magdeburgo           | 648 (530)                           | 2.109               | 55                                  | Buona concentrazione a sud-est del punto di mira, oltre le 3 miglia, ma rarissimi colpi nell'area edificata |
| 27-28/1 | Berlino              | 530 (449)                           | 1.672               | 32                                  | Attacco probabilmente dispersivo |
| 28-29/1 | Berlino              | 683 (555)                           | 1.849               | 43                                  | Ottima distribuzione dei carichi sull'area edificata; 179 aerei entro 3 miglia dal punto di mira |
| 30-31/1 | Berlino              | 540 (456)                           | 1.856               | 33                                  | Risultati dubbi e controversi |
| 15-16/2 | Berlino              | 891 (761)                           | 2.685               | 42                                  | Discreta concentrazione ma risultati dubbi. Questo fu il più grande attacco su Berlino da parte della RAF |
| 19-20/2 | Lipsia               | 823 (650)                           | 2.596               | 78                                  | Discreta percentuale di colpi centrati sulle aree industriali periferiche |
| 20-21/2 | Stoccarda            | 598 (544)                           | 2.086               | 9                                   | 119 aerei entro 3 miglia dal punto di mira, ma solo 42 sull'area edificata |
| 24-25/2 | Schweinfurt          | 734 (635)                           | 2.298               | 33                                  | Buona concentrazione a sud e a sud-ovest del punto di mira |
| 25-26/2 | Augusta              | 594 (507)                           | 1.857               | 23                                  | 411 aerei entro 3 miglia dal punto di mira |
| 1-2/3   | Stoccarda            | 557 (499)                           | 1.807               | 4                                   | Attacco dispersivo |
| 15-16/3 | Stoccarda            | 863 (778)                           | 2.790               | 36                                  | Concentrazione a sud-ovest del punto di mira, distanza media 5-6 miglia |
| 18-19/3 | Francoforte sul Meno | 846 (749)                           | 3.238               | 22                                  | Notevole concentrazione soprattutto da 1 a 3 miglia dal punto di mira a est |
| 22-23/3 | Francoforte sul Meno | 816 (741)                           | 3.289               | 33                                  | Concentrazione inizialmente accurata, in seguito notevolmente spostata a sud-est del punto di mira |
| 24-25/3 | Berlino              | 811 (660)                           | 2.533               | 72                                  | Concentrazione a sud-ovest del punto di mira, buoni colpi centrati sulle aree industriali di questo settore (anche la Siemensstadt) |
| 26-27/3 | Essen                | 705 (668)                           | 2.879               | 9                                   | Attacco relativamente ben riuscito, alcuni carichi centrati anche sul punto di mira (acciaierie Krupp) |
| 30-31/3 | Norimberga           | 795 (616)                           | 2.500               | 94                                  | Carichi sganciati in gran parte nei punti più disparati e nella periferia, molti vicino a Schweinfurt. I primi intercettori tedeschi incontrarono i bombardieri al confine belga e nelle ore successive 82 bombardieri furono abbattuti prima di arrivare a Norimberga. Altri 13 bombardieri furono abbattuti durante il viaggio di ritorno. In totale la RAF perse l'11,8% della forza d'attacco. Fu la più grande perdita subita dal Bomber Command durante la guerra |

## Esito e perdite
La battaglia di Berlino fu un fallimento per la RAF in quanto non si dimostrò il colpo di grazia che Harris aveva predetto. Le 16 incursioni aeree su Berlino costarono al Bomber Command più di 500 aerei, con i loro equipaggi uccisi o catturati, con un tasso di perdite del 5,8%, ben al di sopra del tasso massimo sostenibile del 5% che era stato considerato dalla RAF. Daniel Oakman precisò che il Bomber Command perse 2.690 uomini sopra Berlino e circa 1.000 furono i prigionieri di guerra. Nel dicembre del 1943, per esempio, 11 equipaggi del 460º squadrone RAAF vennero persi nelle operazioni contro la città; nel gennaio e febbraio del 1944 altri 14 membri dell'unità furono uccisi. Venticinque aerei andarono distrutti e questo significava che la forza di combattimento dello squadrone doveva essere sostituita in tre mesi.
La battaglia di Berlino nel suo complesso, considerando anche gli attacchi principali condotti contro altre città nello stesso arco di tempo, costò agli inglesi 1.047 bombardieri distrutti (circa 500 a Berlino e altri 557 nelle altre città tedesche) e 1.682 danneggiati (954 a Berlino e 728 nelle altre città), e 7.000 uomini; il culmine delle perdite si ebbe nell'attacco su Norimberga il 30 marzo 1944, durante il quale andarono distrutti 94 bombardieri e 71 furono danneggiati, su un totale di 795 aerei. Charles Portal, capo di stato maggiore della RAF, si mostrò dubbioso sulla volontà di Harris nel continuare ad usare la tecnica del bombardamento a tappeto e Donald Bennett, capo dell'8º gruppo (quello incaricato di segnalare con delle bombe luminose gli obiettivi da colpire) criticò l'operato dei suoi uomini accusandoli di sganciare prematuramente i loro ordigni durante il tragitto d'andata per migliorare le prestazioni degli aerei.
I bombardamenti aerei provocarono devastazione e morte: il 22 novembre 1943 l'attacco uccise 2.000 berlinesi e 175.000 furono i senzatetto; la notte seguente 1.000 furono i morti e 100.000 i senzatetto. Tra dicembre e gennaio del 1944 le incursioni uccisero centinaia di persone ogni notte e provocarono tra i 20.000 e gli 80.000 senzatetto. Laurenz Demps ha stimato le perdite valutando
1. il rapporto danni del capo della polizia di Berlino (Polizeipräsident), rilasciato dopo ogni attacco aereo con le descrizioni delle perdite e dei danni provocati alle case, e distribuito a 100-150 organizzazioni e amministrazioni impegnate nelle operazioni di salvataggio, riparazione, programmazione, ecc.;
2. i rapporti dell'ufficio della protezione antiaerea (Hauptluftschutzstelle) della città di Berlino, rilasciati in oltre cento copie con diversa frequenza ed ognuno indicante l'elenco dei danni subiti;
3. il diario di guerra del comando di difesa aerea (Luftwarnkommando, Wako Berlin) della Luftwaffe;
4. varie fonti su danni specifici.

Secondo Demps vi furono 7.480 morti (oltre a 2.194 dispersi), 17.092 feriti e 817.730 senzatetto. Secondo Reinhard Rürup ci furono circa 4.000 morti, 10.000 feriti e 450.000 senzatetto. Per Bonacina sono più di 6.000 con Berlino distrutta al 18%.
Nonostante le devastazioni causate queste incursioni non raggiunsero i loro obiettivi. Il morale della popolazione civile tedesca non venne meno, le difese della città ed i servizi essenziali furono mantenuti e la produzione bellica di Berlino non fu annientata, continuando anzi a crescere sino alla fine del 1944. La RAF aveva all'opposto dichiarato che avrebbe dovuto vincere la guerra con i bombardamenti sulla Germania fino a quando la sua economia ed il morale dei civili non sarebbe crollato.